# Margarete Babinsky
Margarete Babinsky (* in Wien) ist eine österreichische Pianistin.

## Leben
Für Margarete Babinsky stand bereits im Alter von acht Jahren fest, dass sie Pianistin werden wollte. Nach einem Jahr Klavierunterricht wurde sie in die Klasse für besonders begabte Kinder an der Wiener Musikuniversität aufgenommen, wo sie in den folgenden fünf Jahren unter anderem von Michael Krist in Wien, Karl-Heinz Kämmerling am Mozarteum Salzburg und Rudolf Kehrer am Moskauer Konservatorium Unterricht erhielt.
Babinsky ist sowohl Interpretin der zeitgenössischen Literatur als auch des klassischen Klavierrepertoires. Für ihre erste CD-Einspielung mit Werken von Wolfgang Amadeus Mozart wurde sie 1999 von der Mozart-Gemeinde Wien mit der „Wiener Flötenuhr“ ausgezeichnet.
Aufgrund nationaler und internationaler Wettbewerbspreise in Großbritannien, Italien und in den USA, konnte sie schon während ihres Studiums eine Konzerttätigkeit beginnen.
Babinsky hat ein eigenes Meisterprofil entwickelt nach dem Motto

„Die Technik ist das Werkzeug um die Musik zum Leben zu erwecken und man kann nur mit perfektem Werkzeug optimale Ergebnisse erzielen. Letztendlich kommt es aber auf die musikalische Aussage eines Werkes an, niemals sollte der Interpret meinen er sei klüger als der Komponist.“

Im Laufe der Zeit hat sie mit den Wiener Symphonikern, den Budapester Symphonikern, dem Wiener Kammerorchester, dem Mozarteumorchester Salzburg, dem BBC Welsh Symphony Orchestra, dem Orchestre d’Auvergne, der Bohuslav-Martinu-Philharmonie, dem RSO Berlin oder dem Südwestdeutschen Kammerorchester Pforzheim musiziert. Sie trat neben Europa auch in Asien, Afrika und Südamerika unter der Leitung verschiedener Dirigenten auf, deren bekannteste Yehudi Menuhin und Vladimir Fedoseyev waren.
Margarete Babinsky unterrichtet an der Universität für Musik und darstellende Kunst Wien und widmet sich auch intensiv der Kammermusik, wobei sie mit Künstlern wie Werner Hink, Karin Adam, Elisabeth Jess-Kropfitsch, Luz Leskowitz, Christoph Stradner oder Wolfgang Panhofer zusammenarbeitet.

## Repertoire (Auswahl)
- Klavierkonzert Nr. 1 C-Dur, op. 15 von Ludwig van Beethoven
- Klavierkonzert Nr. 2 B-Dur op. 19 von Ludwig van Beethoven
- Klavierkonzert Nr. 3 c-Moll op. 37 von Ludwig van Beethoven
- Klavierkonzert Nr. 4 G-Dur op. 58 von Ludwig van Beethoven
- Klavierkonzert Nr. 5 Es-Dur op. 73 von Ludwig van Beethoven
- Klavierkonzert Nr. 1 d-Moll op. 15 von Johannes Brahms
- Klavierkonzert Nr. 1 e-Moll op. 11 von Frédéric Chopin
- Klavierkonzert Nr. 2 f-Moll op. 21 von Frédéric Chopin
- Klavierkonzert G-Dur Hob.XVIII:4 von Joseph Haydn
- Klavierkonzert D-Dur Hob.XVIII:2 von Joseph Haydn
- 6. Klavierkonzert KV 238, B-Dur von Wolfgang Amadeus Mozart
- 8. Klavierkonzert KV 246, C-Dur von Wolfgang Amadeus Mozart
- 9. Klavierkonzert KV 271, Es-Dur von Wolfgang Amadeus Mozart
- 26. Klavierkonzert KV 537, D-Dur von Wolfgang Amadeus Mozart
- 27. Klavierkonzert KV 595, B-Dur von Wolfgang Amadeus Mozart

## Diskografie (Auswahl)
- "Ich und Du" – Duette der Romantik, 1 CD von Quinton
- Egon Wellesz: Klavierkonzert op. 49/Violinkonzert op. 84, 1 CD
- Erwin Schulhoff: Klavierwerke (Solo Piano Works) 2-CD Box von Phoenix-Records
- Sergei Wassiljewitsch Rachmaninow: Klavierwerke 2 CD von Delta-Music Königsdorf

## Veröffentlichungen
- Klavier Die Grundlagen der Technik, Taschenbuch 2003